# Blies
Blies este un afluent al râului Saar în Saarland și Lothringen. Blies are un debit de 20,7 m³/s la vărsare, fiind cel mai mare afluent al râului Saar.